# 灰色のサーガ
「灰色のサーガ」（はいいろのサーガ）は、ChouChoの楽曲。2020年10月28日に18枚目のシングルとしてLantisから発売された。

## 概要
シングルとしては前作「Still a long way to go」以来、約1年10か月ぶりのリリースとなり、ChouCho単独名義では「オレンジ色」以来、約2年ぶりのリリースとなる。
表題曲はテレビアニメ『魔女の旅々』のエンディングテーマとして使用された。同アニメをイメージして制作された書き下ろし楽曲であり、制作の経緯について本人は、「魔女の女の子が主人公の作品ということで少しミステリアスな楽曲にしたくて、「変拍子の曲にしよう」というのは最初に決めて作り始めました。転調はそんなに意図的ではなく、『魔女の旅々』の多面的な魅力を表現しようとメロディーを考えていく中で自然と多くなりました」と述べている。ChouCho自身がシングル表題曲を手掛けるのは「kaleidoscope/薄紅の月」以来となる。
本曲のミュージック・ビデオはChouChoにとって初のアニメーション作品で、村松怜那が監督とイラストを担当している。
カップリング曲「hide and seek」は新型コロナウイルス状況下の自粛期間中に制作された楽曲となっており、本人曰く、「自粛期間中で、人との距離が遠くなってしまったことに対する思い、リスナーさんに向けた気持ちにできたらいいのかな」という思いが込められている。

## 批評
リスアニ!は、「魔女・レイナの旅を描いたファンタジー作品のタイアップ曲ということもあり、シタールやマンドリンなどの楽器を導入した異国感溢れる曲調、変拍子や転調の多用がミステリアスな雰囲気を強調するナンバー。ChouCho自身による幻想的なコーラスもポイントで、聴きこむほどに新たな発見があるし、まるで異世界を旅しているような気分に」と批評した。

## チャート成績
初週903枚を売り上げ、2020年11月9日付オリコン週間シングルランキングで初登場41位を獲得。チャート登場回数は9回。累計2,489枚のセールスを記録した。

## シングル収録内容
| 全作詞・作曲: ChouCho、全編曲: 村山☆潤。 |                              |         |            |      |
| #                                        | タイトル                     | 作詞    | 作曲・編曲 | 時間 |
| 1.                                       | 「灰色のサーガ」             | ChouCho | ChouCho    | 3:32 |
| 2.                                       | 「hide and seek」            | ChouCho | ChouCho    | 3:21 |
| 3.                                       | 「灰色のサーガ」(off vocal)  | ChouCho | ChouCho    | 3:32 |
| 4.                                       | 「hide and seek」(off vocal) | ChouCho | ChouCho    | 3:41 |
| 合計時間:                                | 合計時間:                    | 14:06   |            |      |

## 収録アルバム
| 曲名         | 収録アルバム                          | 発売日        | 備考          |
| ------------ | ------------------------------------- | ------------- | ------------- |
| 灰色のサーガ | 魔女の旅々 オリジナルサウンドトラック | 2021年1月27日 | TV Sizeで収録 |
| 灰色のサーガ | ChouCho the BEST                      | 2021年12月8日 |               |